# Hanns Klemm
 (janvier 2009).
Si vous disposez d'ouvrages ou d'articles de référence ou si vous connaissez des sites web de qualité traitant du thème abordé ici, merci de compléter l'article en donnant les références utiles à sa vérifiabilité et en les liant à la section « Notes et références ».
Hanns Klemm né à Stuttgart, 4 avril 1885 et mort à Fischbachau le  30 avril 1961) est un ingénieur et un entrepreneur allemand connu pour ses réalisations dans le domaine de l’aviation légère durant l'entre-deux-guerres.

## Un parcours atypique
Né à Stuttgart en 1885 Hanns Klemm est diplômé ingénieur en bâtiment en 1907. Il travaille deux ans aux Chemins de Fer du Wurtemberg, où il se familiarise avec la technique du béton armé, avant de retourner dans son école de Stuttgart où il enseigne les techniques du BTP. En 1914 il se porte volontaire pour le service armé, mais il est libéré un an plus tard pour raison de santé. Il travaille alors à l’Arsenal Impérial de Dantzig, où la construction métallique et le béton sont son quotidien. C’est en avril 1917 qu’il prend contact avec la construction aéronautique : Probablement pour se rapprocher de chez lui, il répond à une annonce de Luftschiffbau Zeppelin GmbH à Friedrichshafen, qui recherche un ingénieur-calcul spécialisé en construction métallique. Affecté au laboratoire de recherches de Seemoos, il apprend avec Claude Dornier les techniques de la construction aéronautique entièrement métallique. Moins d’un an plus tard on le retrouve aux côtés de son camarade d’étude Ernst Heinkel à Briest, où il dirige le département calcul de la firme Hansa-Brandenburg et s’initie cette fois au problème de la construction mixte.
Profondément Souabe, il n’hésite pas à se rapprocher de Stuttgart à la moindre occasion et à partir d’avril 1918 il dirige le département construction de Daimler Flugzeugbau à Sindelfingen. Il supervise donc la réalisation de deux monoplans à aile haute, le chasseur Daimler L 11 (de) et le biplace de reconnaissance Daimler L 14 (de). Il fait donc l’apprentissage de la construction en bois, dont il va devenir un des meilleurs spécialistes .

## ChezDaimlerMotorenwerke
La guerre terminée il faut transformer les ateliers aéronautiques Daimler en carrosserie automobile, et toute production aéronautique cesse officiellement chez Daimler Motorenwerke Gesellschaft. Directeur technique de l’usine de Sindelfingen, Hanns Klemm poursuit discrètement ses activités aéronautiques, utilisant toutes les ressources possibles légalement compatibles avec les restrictions alliées, du planeur à l’avion léger. Il développe ainsi progressivement le concept de l’avion léger, appareil qui ne pouvait se satisfaire que du bois comme matériau de construction. Sa première réalisation est le Daimler L 15, un appareil très léger équipé d’un moteur de moto de 7,5 ch. Au printemps 1919 le prototype est victime d’une rupture de train d’atterrissage au cours de son premier vol. Dès cette époque Daimler ne souhaite plus dépenser de l’argent dans le domaine aéronautique, mais Hanns Klemm progresse à petits pas. Il fait reconstruire le L 15 en planeur, puis motoriser avec un moteur de moto Harley-Davidson de 12 ch. Amélioré par le Dipl.-Ing Martin Schrenk, chargé également des essais en vol, le L 15 fait l’objet d’essais satisfaisants au centre d’essais vélivole de la Rhön et en 1922 Daimler renouvela sa confiance à Hanns Klemm.
Dérivé du L 15, le Daimler L 20, équipé d'un moteur Daimler de 20 ch seulement dessiné par Ferdinand Porsche, sera construit à plus de 100 exemplaires. En 1928, le baron (Freiherr) Friedrich-Karl von König-Warthausen réalise avec un L 20 une liaison aérienne très remarquée jusqu’à Bangkok et Singapour. Malgré cela les firmes Daimler et Benz fusionnent fin 1926 et l'Abteilung Flugzeugbau est fermé.

## LeichtflugzeugbauKlemm
Le 15 décembre 1926 Hanns Klemm fonde à Böblingen la société Leichtflugzeugbau Klemm, associée à une école de pilotage. Le succès des L-25, devenus ensuite Kl 35, conduit à la cession de licences aux États-Unis, où Aeromarine-Klemm voit le jour en 1928, mais aussi en Grande-Bretagne où la British Klemm Company apparaît en 1932.
En 1933 le nouveau régime allemand contraint Hanns Klemm à transférer une partie de l’usine de Böblingen à Halle, avec une centaine d'ouvriers et le programme de développement du bimoteur Klemm Kl 104. Ne s’intéressant pas personnellement à la construction d’avions de combat, Hanns Klemm se désengage rapidement de la gestion de l’usine de Halle et revend ses parts à Siebel en échange du rachat de celles que détenaient Fritz Siebel et le gouvernement du Wurtemberg dans l’usine de Böblingen. Klemm Flugzeugwerke Halle/Saale GmbH devient donc Flugzeugwerke Halle/Saale GmbH puis Siebel Flugzeugwerke KG et l’usine de Böblingen, seule propriété de Hanns Klemm, est rebaptisée Hanns Klemm Flugzeugbau.
À partir de 1936, Hanns Klemm se concentre sur l’étude de nouveaux procédés de construction pour avions légers. Il développe une technique de panneaux sandwich à base de bois enduit entre 1936 et 1937, technique qui trouve sa première application avec le Kl 105 en 1938. Ces travaux lui valent un Doctorat de l’université de Stuttgart en décembre 1937, et en 1940 est créé Klemm Technik GmbH pour exploiter les brevets des techniques de construction en panneaux sandwich.

## Les années de guerre
Le RLM ne pouvait pas laisser l’usine de Böblingen produire uniquement des avions légers et dès 1934 on y installe un atelier de réparation pour les avions Arado Ar 65 et Ar 66, puis Ar 96. En 1939 la construction d’avions légers est stoppée au profit de planeurs transporteurs de charges lourdes Gotha Go 242, puis de fuselages d’Arado Ar 96. Mais en mars 1943 le RLM ordonne à Hanns Klemm d’organiser Klemm Flugzeugbau en vue de la production sous licence du Messerschmitt Me 163. En signe de protestation il rend sa carte du Parti National Socialiste et abandonne son poste de directeur général de l’entreprise, qui est donc placée sous contrôle d’un comité gouvernemental le 23 mai 1943 . En 1945 il ne restait presque rien de l’usine de Böblingen, démantelée par les Alliés tandis que Hanns Klemm Flugzeugbau restait sous contrôle gouvernemental allemand.

## L'après guerre
La guerre terminée, Hanns Klemm se contente d’exploiter les brevets de Klemm Technik GmbH. En 1952 son fils Hannsjürgen et d’anciens collaborateurs se regroupèrent avec l’idée de recréer Klemm Flugzeugbau. Hanns Klemm se déclare alors en trop mauvaise santé pour reprendre une activité professionnelle, et Hannsjürgen cède à Ludwig Bölkow et Wolf Hirth les droits sur le Kl 107 (de) qui, modernisé, va devenir le Bölkow Bo 207 (de).